# Отмица Сабињанки
Отмица Сабињанки (лат. Sabīnae raptae) инцидент је у римској митологији у којем су Римљани починили масовну отмицу дјевојака из других градова у регији. Била је честа тема сликара и вајара, посебно ренесансе и постренесанског доба.

## Прича
Према римском историчару Ливију, отмица Сабињанки се догодила у раној историји Рима убрзо након његовог оснивања средином 8. вијека прије н. е., а починили су је Ромул и његови претежно мушки сљедбеници; сматра се да су након оснивања града становништво чинили искључиво Латини и други Италци, нарочито мушкарци разбојници. Његова главна брига била је да са само мало жена не би било шансе за одржавањем становништва града, без чега Рим можда не би потрајао дуже од једне генерације. По савјету Сената, Римљани су потом кренули у околне крајеве у потрази за женама са којима би оснивали породице. Римљани су безуспјешно преговарали са свим народима, укључујући Сабињане, који су насељавали сусједне области. Сабињани су се плашили појаве супарничког друштва и одбијали су да дозволе својим женама да се удају за Римљане. Сходно томе, Римљани су смислили план да отму Сабињанке током свечаности посвећене Нептуну Еквестеру. Планирали су и најавили свечаност игара како би привукли људе из свих оближњих градова. Према Ливију, многи људи из градова сусједних Риму — укључујући Ценину, Крустумеријум и Антемну — присуствовали су свечаности заједно са Сабињанима, жељни да сами виде новоосновани град. На свечаности, Ромул је дао знак тако што је „устао и пресавио свој огртач, а затим га поново бацио око себе”, при чему су Римљани зграбили Сабињанке и борили се са Сабињанима. Римљани су на свечаности отели укупно тридесет Сабињанки. Речено је да су све жене отете на свечаности биле невине осим једне удате жене, Херсилије, која је постала Ромулова жена и која ће касније интервенисати и зауставити рат између Римљана и Сабињана који је услиједио. Ромул је убрзо замолио огорчене отете жене да прихвате Римљане као своје нове мужеве.